# Anas Bach
Anas Bach (en arabe : أنس باش), né le 10 février 1998 à Tarfaya (Maroc), est un footballeur international marocain qui joue à l'AS FAR.

## Biographie

### En club

#### Naissance et formation
Anas Bach naît à Tarfaya au Maroc dans une famille de trois garçons. Ses parents Mohammed et Khadija sont originaires du Moyen Atlas, plus précisément de la ville de Khénifra. Son père est un ancien militaire des Forces Armées Royales, ayant pris sa retraite en 2005. Anas Bach pratique le football dès son plus jeune âge dan son quartier à Tarfaya.
Lorsqu'il a quinze ans, il intègre le Club Etoile Tarfaya en championnat amateur. Il rejoint ensuite le Mouloudia de Tarfaya, y joue une saison avant d'être repéré par les scouts de l'Académie Mohammed VI de football. Il évolue pendant une saison dans le centre de formation de Salé avant de rejoindre le FUS de Rabat.

#### Débuts professionnels au FUS
En début avril 2020, il est victime d'une fracture du métatarse lors de son entraînement avec le FUS de Rabat, l'empêchant de jouer pendant plusieurs semaines.

### Carrière internationale
Le 7 novembre 2016, il est sélectionné pour la première fois en équipe du Maroc des catégories inférieures avec l'équipe des 20 ans pour une double confrontation contre le Portugal -20 ans.
En septembre 2018, il reçoit sa première sélection avec l'équipe du Maroc olympique face à la Tunisie olympique aux côtés des joueurs comme Mohamed El Hankouri ou encore Nassim Boujellab.
En octobre 2020, il reçoit sa première sélection avec l'équipe du Maroc A' contre le Mali et le Niger sous entraîneur Houcine Ammouta dans le cadre des préparations au Championnat d'Afrique des nations de football 2020. Anas Bach ne sera finalement pas retenu dans la liste finale pour prendre part à la compétition.